# La Nouaye
La Nouaye es un municipio francés, situado en el departamento de Ille-et-Vilaine en la región de Bretaña.

## Geografía
El municipio de la Nouaye forma parte del cantón de Montfort-sur-Meu. Depende del distrito de Rennes.
Su superficie total es de 272 hectáreas. Son sobre todo tierras agrícolas que forman lo esencial de su territorio.
El pueblo está cruzado por dos ríos en los cuales uno que delimita el municipio de Iffendic y de la Nouaye. El otre río cruza el municipio al norte de su territorio.

## Historia
La Nouaye es una antigua parroquia, sin duda anterior al siglo IX. Se escribía Lamnoé en 1516, Lanoas en 1189, la Nouais en el siglo XVIII, Lanouaye en 1872.
La parroquia de la Nouaye, encerrado en el obispado de Saint-Malo formaba parte de la circunscripción de Bobital del obispado de Dol y era bajo la advocación de Saint Etienne.
En el año II de la República, se cuenta 201 habitantes como en 1982.

## Demografía
| 125 | 121 | 107 | 201 | 202 | 236 |
| Para los censos de 1962 a 1999 la población legal corresponde a la población sin duplicidades (Fuente: INSEE [Consultar]) |     |     |     |     |     |

## Monumentos y lugares turísticos

### Monumentos
- Iglesia Saint Hubert y Calvaire

La iglesia construida al fin del siglo XV, figura entre las más lindas del Pays de Montfort, gracias a la presencia del portal y del calvario. Este se sitúa en el cercado parroquial une a la iglesia de Saint-Hubert y el portal permitía a los enfermos y a los leprosos asistir a los oficios, de lo que su nombre "portal a los leprosos". Los vestigios del calvario están registrados como Monumento Histórico. 
- Iglesia parroquial Saint-Hubert

La cruz del cementerio registrado como Monumento Histórico.
- La leprosería

La leprosería se situaba en el lugar "la ville es malades".
Fue quemada en 1591.

### Lugares
- El circuito de los tres ríos

El circuito empieza en el centro de la Nouaye, en el camino del Calvaire.
La excursión tarda 3h30, por una distancia de 15 km.
Tienes que seguir el balizaje amarillo que propone descubrir los alrededores de la Nouaye y Bédée.
- Circuito del Blavon

El punto de partida es cerca del ayuntamiento de la Nouaye por una excursión de 9 km y una duración cerca de 2h 15, siguiendo el balizaje amarillo. Senderos practicables todo el año.